# Halina Gordon-Półtorak
Halina Gordon (sau này là Gordon-Półtorak; phát âm tiếng Ba Lan: [xaˈlina ˈɡɔrdɔn puwˈtɔrak]) là cựu vũ công trượt băng nghệ thuật người Ba Lan. Bà là chủ tịch Ủy ban Kỹ thuật Trượt băng nghệ thuật tại Liên đoàn trượt băng quốc tế.

## Nghề nghiệp
Gordon về thứ 14 tại Giải vô địch thế giới năm 1973 tổ chức ở Bratislava và tại Giải vô địch thế giới năm 1975 tổ chức ở Colorado Springs, Colorado. Bà là nhà vô địch quốc gia Ba Lan năm 1977 cùng với Tadeusz Góra.
Năm 1977, Gordon trượt băng nghệ thuật đôi với Jacek Tascher. Họ giành được huy chương bạc quốc gia hai lần và xếp thứ 12 tại Giải vô địch châu Âu các năm 1978 và 1979.
Gordon-Półtorak từng là trọng tài trượt băng nghệ thuật tại Thế vận hội mùa đông 2010 ở Vancouver.  Bà được bầu làm chủ tịch Ủy ban Kỹ thuật Trượt băng nghệ thuật tại Liên đoàn trượt băng quốc tế.  Bà tái đắc cử vị trí này vào tháng 6 năm 2016.
Trong nhiều năm, bà làm bình luận viên các cuộc thi trượt băng nghệ thuật trên truyền hình quốc gia Ba Lan (Telewizja Polska).

## Thành tích

### Cùng với VĐV Bańkowski
| Quốc tế               | Quốc tế     | Quốc tế   | Quốc tế    |
| Sự kiện               | Năm 1972-73 | 1973-74   | 1974-75    |
| --------------------- | ----------- | --------- | ---------- |
| Giải vô địch thế giới | xếp thứ 14  |           | xếp thứ 14 |
| Giải Moscow News      |             | xếp thứ 5 |            |

### Cùng với VĐV Góra
| Quốc tế              | Quốc tế    |
| Sự kiện              | 1976-77    |
| -------------------- | ---------- |
| Giải vô địch châu Âu | xếp thứ 10 |
| Quốc gia             |            |
| Giải vô địch Ba Lan  | xếp thứ 1  |

### Cùng với VĐV Tascher
| Quốc tế              | Quốc tế    | Quốc tế    |
| Sự kiện              | 1977       | 1978 1979  |
| -------------------- | ---------- | ---------- |
| Giải vô địch châu Âu | xếp thứ 12 | xếp thứ 12 |
| Quốc gia             |            |            |
| Giải vô địch Ba Lan  | xếp thứ 2  | xếp thứ 2  |